# Salsipuedes (película de 2002)
Salsipuedes es una película coproducción de Argentina y México dirigida por Diego Rivera y Manuel Méndez sobre su propio guion que se estrenó el 9 de diciembre de 2002. Fue filmada en la ciudad de Capilla del Monte de la provincia de Córdoba en video digital y ampliada a 35 mm.

## Sinopsis
Sebastián, un joven de 24 años, viaja a Argentina para conocer a su hijo de un año de edad, pero la responsabilidad del compromiso lo asusta y huye por diferentes poblados de las sierras cordobesas.

## Reparto
Participaron del filme los siguientes intérpretes:
- Gerardo Durantes...Sebastián
- Jimena La Torre...Natalia
- David Picard...Marcel
- Maximiliano Romanelli...Luca
- Horacio Ruiz...Horacio
- Manuel Méndez...Manuel
- Julieta Harca...Helena